# Пожиратель душ (фильм)
«Пожиратель душ» (англ. Devour) — американский фильм ужасов 2005 года выпуска.

## Сюжет
Джейк Грэй (Дженсен Эклс) — молодой человек, у которого бывают странные видения убийств и самоповреждений.
Конрад (Тич Гранд) и Дакота (Доминик Суэйн), его друзья, вовлекают Джейка в игру под названием «Связующая тропа» (англ. The Pathway). Оба его друга умирают, убивая других и совершая самоубийства.
Благодаря Мэрисоль (Шэннин Соссамон), его новой подруге, которая увлекается оккультизмом, Джейк встречает человека по имени Иван Рисса (Уильям Сэдлер). Тот рассказывает, что его жена, Анна Килтон, в то время беременная их ребёнком, была принята в секту, где приносили жертвы дьяволу. Тогда Рисса разыскал эту секту и выяснил, что Анна на самом деле не была принесена в жертву дьяволу. Она родила, и её ребёнок был украден смертными и вырос человеком. Рисса уверен в том, что «Связующая тропа» была создана, чтобы найти этого ребёнка, а Анна является настоящим Сатаной.
Желая выяснить правду о том, что произошло, Джейк узнаёт, что «Связующей тропой» управляет человек по имени Эйден Катер (Мартин Камминс) со своими соратниками, одержимыми дьяволом. Они используют её для того, чтобы найти одного конкретного человека. В конце концов, участники «Связующей тропы» совершают самоубийства различными способами.
В итоге Джейк встречает свою биологическую мать, убившую его приёмных родителей, в том самом месте, где был с ней разлучён. Он узнаёт, что Мэрисоль и есть Анна, то есть Сатана. После того, как Джейк попытался её убить, ему приходит видение о том, как он родился. Он приходит в сознание на следующий день, весь в крови, его арестовывают за зверское убийство собственных родителей.

## В ролях
| Актёр            | Роль         |
| ---------------- | ------------ |
| Дженсен Эклс     | Джейк Грэй   |
| Шэннин Соссамон  | Мэрисоль     |
| Доминик Суэйн    | Дакота Девор |
| Уильям Сэдлер    | Иван Рисса   |
| Тич Грант        | Конрад Дин   |
| Мартин Камминс   | Эйден Катер  |
| Роб Стюарт       | Росс Норт    |
| Р. Нельсон Браун | Уолт         |
| Ванда Кэннон     | Кэти Грэй    |
| Дженн Гриффин    | Энн Килтон   |
| Алан Эклс        | Пол Килтон   |